# Noland Ammon
Noland Ammon (* 26. März 1996 in Missouri) ist ein US-amerikanischer Schauspieler. Er ist durch die Rolle des Duncanty aus der Serie Terry der Tomboy bekannt.

## Leben
Ammons Vater starb, als er drei Jahre alt war. Er besuchte die Barstow Schule in Kansas, bevor er mit 14 Jahren mit seiner Familie nach Los Angeles zog.

## Filmografie
- 2014: Henry Danger
- 2014: Terry der Tomboy
- 2014: Kirby Buckets